# Associazione Vogherese Calcio 1931-1932
Questa voce raccoglie le informazioni riguardanti l'Associazione Vogherese Calcio nelle competizioni ufficiali della stagione 1931-1932.

## Organigramma societario
Area direttiva
- Commissario: Dottor Bruno Checcacci

Area organizzativa
- Cassiere: Maggi

Area tecnica
- Allenatore: Mario Scotti
- Preparatore atletico: De Vecchi
- Massaggiatore: Felice Coralli
- Dirigente accompagnatore: Gigi Servetti

## Rosa
| N. |                   | Ruolo | Calciatore         |
| -- | ----------------- | ----- | ------------------ |
|    | Italia (bandiera) | C     | Spartaco Baghino   |
|    | Italia (bandiera) | A     | Silvio Bertolini   |
|    | Italia (bandiera) | P     | Cesare Casirago    |
|    | Italia (bandiera) | A     | Renato Chiolini    |
|    | Italia (bandiera) | A     | Guido Doria        |
|    | Italia (bandiera) | D     | Annibale Facchetti |
|    | Italia (bandiera) | D     | Giovanni Fusi      |
|    | Italia (bandiera) | D     | Giovanni Goretta   |
|    | Italia (bandiera) | A     | Cesare Mandosso    |
|    | Italia (bandiera) | A     | Romolo Mazzarello  |
|    | Italia (bandiera) | C     | Natale Muratori    |
|    | Italia (bandiera) | A     | Giuseppe Nizzi     |

| N. |                   | Ruolo | Calciatore        |
| -- | ----------------- | ----- | ----------------- |
|    | Italia (bandiera) | C     | Alfonso Preti     |
|    | Italia (bandiera) | P     | Pierino Quarleri  |
|    | Italia (bandiera) | A     | Giovanni Ravarino |
|    | Italia (bandiera) | A     | Quinto Rosso      |
|    | Italia (bandiera) | C     | Oreste Rotta      |
|    | Italia (bandiera) | A     | Ettore Sartirana  |
|    | Italia (bandiera) | A     | Nino Schellino    |
|    | Italia (bandiera) | A     | Sensini           |
|    | Italia (bandiera) | D     | Mario Sozzani     |
|    | Italia (bandiera) | C     | Giuseppe Talpone  |
|    | Italia (bandiera) | C     | Mario Vallerani   |

## Arrivi e partenze
| Acquisti | Acquisti           | Acquisti    | Acquisti      |
| -------- | ------------------ | ----------- | ------------- |
| C        | Spartaco Baghino   | ???         | definitivo    |
| A        | Silvio Bertolini   | ???         | definitivo    |
| A        | Renato Chiolini    | Stradellina | definitivo    |
| D        | Annibale Facchetti | ???         | definitivo    |
| A        | Romolo Mazzarello  | Pontedecimo | tess.militare |
| A        | Quinto Rosso       | Genova 1893 | definitivo    |
| A        | Sensini            | ???         | definitivo    |
| D        | Mario Sozzani      | ???         | definitivo    |
| A        | Nino Schellino     | Marelli     | definitivo    |
| C        | Mario Vallerani    | Alessandria | definitivo    |

| Cessioni | Cessioni          | Cessioni        | Cessioni            |
| -------- | ----------------- | --------------- | ------------------- |
| .        | Attilio Amboini   | ???             | definitivo          |
| .        | Osvaldo Baggini   | ???             | definitivo          |
| D        | Cesare Blondet    | Casale          | definitivo          |
| A        | Luigi Cresta      | Piacenza        | militare a Piacenza |
| A        | Luigi Denari      | ???             | definitivo          |
| A        | Alfio Ferretti    | Piacenza        | militare a Piacenza |
| P        | Riccardo Franzini | ???             | definitivo          |
| A        | Amato Gastaldi    | Rapallo Ruentes | definitivo          |
| .        | Natale Giacomin   | ???             | definitivo          |
| .        | Osvaldo Imperiali | ???             | definitivo          |
| .        | Bruno Midali      | Piacenza        | fine militare       |
| .        | Giovanni Morini   | ???             | definitivo          |
| .        | Antonio Pastore   | ???             | definitivo          |
| A        | Antonio Peternel  | Casale          | tess.militare       |